# Педро Соле
Педро Соле Јуној (7. мај 1905 — 25. фебруар 1982) био је шпански фудбалер, везни ред, и тренер.